# Peperomia verticillata
Peperomia verticillata är en pepparväxtart som först beskrevs av Carl von Linné, och fick sitt nu gällande namn av Albert Gottfried Dietrich. Peperomia verticillata ingår i släktet peperomior, och familjen pepparväxter. Inga underarter finns listade i Catalogue of Life.